# Чемпионат Москвы по футболу 1916
Чемпионат Москвы по футболу 1916 стал VII первенством, организованным Московской футбольной лигой (МФЛ).
Турнир главных команд (Класс «А») носил название Кубок Фульда.
Чемпионом во второй раз в своей истории стал клуб «Замоскворецкий» КС.

## Организация и проведение турнира
Структура первенства была следующей: в классе «А» выступали шесть клубов: к пяти прошлогодним участникам прибавился победитель класса «Б» — «Чухлинка-Шереметьевский» КС. 
Каждый из клубов мог выставить по три команды (всего на старт вышли шесть I, пять II и четыре III команды), участвовавших в розыгрыше традиционных кубков (Фульда, Вашке и Миндера). По итогам прошлого сезона впервые был произведен обмен между классами и для младших команд: вторые и третьи команды клубов класса «А» — неудачники прошлого сезона — были заменены победителями соревнований среди младших команд клубов класса «Б».
В классе «Б» выступали пять клубов, выставившие по пять I и II и три III команды, разыгравшие кубок Мусси и прочие соревнования своего класса.
В категории членов-соревнователей участвовали семь клубов, выставившие семь I команд (соревновавшихся в двух подгруппах с финалом между победителями) и три  II команды.
Таким образом, всего на восьми соревновательных уровнях приняли участие 38 команд, представлявшие 18 клубов.
По итогам первенств предусматривался обмен между классами для каждой из трех команд: неудачник класса «А» и победитель класса «Б» проводили матч за право участия на будущий сезон в классе «А».
На высшем уровне (I команды класса «А») участвовали 6 команд
- «Замоскворецкий» КС
- «Сокольнический» КЛ
- «Новогиреево»
- КС «Орехово»
- КФ «Сокольники»
- «Чухлинка-Шереметьевский» КС

## Ход турнира (I команды класса «А»)
Чемпионат стартовал 7 августа. Игры прошли в два круга.
В этом чемпионате за победу боролись три клуба: «Замоскворецкий» КС, чемпион прошлого сезона «Новогиреево» и «Сокольнический» КЛ.

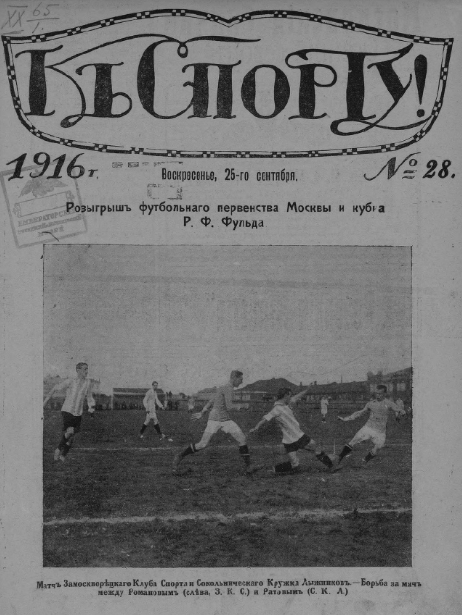

В первом же туре в Новогиреево сошлись хозяева и ЗКС. Уже на 10 минуте получил травму лидер новогиреевцев Б. Чесноков, который был с согласия соперников и судьи заменен. Однако, после поражения в этом упорном и результативном поединке (4:6), представители замоскворецкого клуба подали все же протест в комитет лиги с требованием засчитать «Новогиреево» поражение за формальное нарушение регламента. В результате матч постановили переиграть. В турнире же лидерство на первых порах захватил СКЛ, одержавший на старте три победы (в том числе,  и над новогиреевцами в третьем туре). Однако два поражения от неубедительно играющих в этом сезоне «морозовцев» и от ЗКС на экваторе чемпионата сделали шансы «лыжников» на чемпионство проблематичными. В результате явным фаворитом стал «Замоскворецкий» КС, сумевший практически избежать потерь, проиграв впервые лишь в последнем туре СКЛ. 
Тем не менее, перед переигровкой в октябре первого матча ЗКС с «Новогиреево» последние сохраняли призрачные шансы догнать лидера. Второй матч также оказался упорным и сверхрезультативным: еще за 12 минут до конца новогиреевцы вели в счете, но все же уступили 5:6. «Замоскворецкий» КС стал первым действительно московским клубом, победившим в чемпионате Москвы.
Не менее напряженная борьба происходила и за выживание в классе сильнейших. Слабо проведший сезон КС «Орехово», проиграв дома в седьмом туре ЧШКС, после успеха последних в перенесенном матче с немотивированным чемпионом (выставившим слабый состав) и, особенно, после подарка еще одному конкуренту — КФС — от «Новогиреево» (в виде неявки на также перенесенный матч), попрощался уже было с классом «А». Однако выявленная «подставка» (участие незаявленного футболиста) в составе команды из Чухлинки спасла ореховцев от расставания с классом сильнейших. А занявший теперь последнее место «Чухлинка-Шереметьевский» КС, своей упорной борьбой с грандами завоевавший симпатии многих болельщиков, к всеобщему сожалению покинул класс «А», проиграв «в решительной контровой игре» претенденту из класса «Б» — команде «Физическое воспитание» (2:3).

### Турнирная таблица
| № | Команды                      | 1       | 2       | 3       | 4       | 5       | 6       | В | Н | П | М       | О  |
| - | ---------------------------- | ------- | ------- | ------- | ------- | ------- | ------- | - | - | - | ------- | -- |
|   | «Замоскворецкий» КС          |         | 3:2 2:3 | 1:0 6:5 | 2:1 6:5 | 3:0 6:3 | 7:0 2:4 | 8 | 0 | 2 | 38 — 23 | 16 |
|   | «Сокольнический» КЛ          | 3:2 2:3 |         | 3:2 5:3 | 2:6 0:4 | 4:3 2:1 | 3:0 5:4 | 7 | 0 | 3 | 29 — 28 | 14 |
|   | «Новогиреево»                | 5:6 0:1 | 3:5 2:3 |         | 3:0 5:3 | -:+ 4:2 | 4:1 4:2 | 5 | 0 | 5 | 30 — 23 | 10 |
| 4 | КС «Орехово»                 | 5:6 1:2 | 4:0 6:2 | 3:5 0:3 |         | 6:0 1:3 | +:- 1:3 | 4 | 0 | 6 | 27 — 24 | 8  |
| 5 | КФ «Сокольники»              | 3:6 0:3 | 1:2 3:4 | 2:4 +:- | 3:1 0:6 |         | 6:2 1:1 | 3 | 1 | 6 | 19 — 29 | 7  |
| 6 | «Чухлинка-Шереметьевский» КС | 4:2 0:7 | 4:5 0:3 | 2:4 1:4 | 3:1 -:+ | 1:1 2:6 |         | 2 | 1 | 7 | 17 — 33 | 5  |

### Матчи
| 7 авг | «Чухлинка-Шереметьевский» КС | 3:1 | КС «Орехово» | Чухлинка                            |
|       |                              |     |              | Стадион: поле ЧШКС Судья: Н.Ермаков |

| 7 авг | «Новогиреево» | 6:4 (анн) | «Замоскворецкий» КС | Новогиреево                        |
| |               |           |                     | Стадион: поле НСО Судья: Б.Гартман |
| Новогиреево: ... Б.Чесноков (10' Канаев ), Меморский, М.Романов, Канунников ... · «Замоскворецкий» КС: ... Шурупов ... |               |           |                     |                                    |

| 7 авг | «Сокольнический» КЛ | 4:3 | КФ «Сокольники» | Москва                             |
|       |                     |     |                 | Стадион: поле СКС Судья: М.Алленов |

| 14 авг | «Новогиреево» | 3:0 | КС «Орехово» | Новогиреево                       |
|        |               |     |              | Стадион: поле НСО Судья: О.Грунди |

| 14 авг | «Сокольнический» КЛ | 5:4 | «Чухлинка-Шереметьевский» КС | Чухлинка                            |
|        |                     |     |                              | Стадион: поле ЧШКС Судья: Б.Гартман |

| 14 авг | «Замоскворецкий» КС | 6:3 | КФ «Сокольники» | Москва                             |
|        |                     |     |                 | Стадион: поле СКС Судья: С.Булычев |

| 15 авг | «Замоскворецкий» КС | 6:5 | КС «Орехово» | Орехово-Зуево                            |
|        |                     |     |              | Стадион: парк Морозовых Судья: Б.Гартман |

| 15 авг | «Сокольнический» КЛ | 5:3 | «Новогиреево» | Новогиреево                       |
|        |                     |     |               | Стадион: поле НСО Судья: Г.Поллак |

| 15 авг | КФ «Сокольники» | 6:2 | «Чухлинка-Шереметьевский» КС | Москва                              |
|        |                 |     |                              | Стадион: поле СКС Судья: И.Керцелли |

| 21 авг | КС «Орехово» | 4:0 | «Сокольнический» КЛ | Орехово-Зуево                             |
|        |              |     |                     | Стадион: парк Морозовых Судья: М.Корсаков |

| 21 авг | «Новогиреево» | 4:2 | КФ «Сокольники» | Новогиреево                        |
|        |               |     |                 | Стадион: поле СКС Судья: С.Булычев |

Матч  «Чухлинка-Шереметьевский» КС — «Замоскворецкий» КС не состоялся из-за плохого состояния поля ЧШКС в Чухлинке и был перенесен на 2 октября.
| 28 авг | КС «Орехово» | 6:0 | КФ «Сокольники» | Орехово-Зуево                           |
|        |              |     |                 | Стадион: парк Морозовых Судья: Г.Поллак |

| 28 авг | «Сокольнический» КЛ | 3:0 | «Чухлинка-Шереметьевский» КС | Москва                             |
|        |                     |     |                              | Стадион: поле СКС Судья: Б.Гартман |

| 28 авг | «Замоскворецкий» КС | 1:0 | «Новогиреево» | Москва                             |
|        |                     |     |               | Стадион: поле ЗКС Судья: С.Булычев |

| 4 сен | «Новогиреево» | 4:2 | «Чухлинка-Шереметьевский» КС | Вешняки         |
|       |               |     |                              | Судья: Дружинин |

| 4 сен | КФ «Сокольники» | 3:1 | КС «Орехово» | Москва                             |
|       |                 |     |              | Стадион: поле СКС Судья: Н.Ермаков |

| 4 сен                                                                                                 | «Замоскворецкий» КС | 3:2 | «Сокольнический» КЛ | Москва                                             |
| |                     |     |                     | Стадион: поле ЗКС Зрителей: 2 000 Судья: Б.Гартман |
| «Замоскворецкий» КС: Усатов - ... С.Сысов, М.Романов ... «Сокольнический» КЛ: Дуров - Савин, Тяпкин - |                     |     |                     |                                                    |

| 8 сен | «Новогиреево» | 4:1 | «Чухлинка-Шереметьевский» КС | Новогиреево                        |
|       |               |     |                              | Стадион: поле НСО Судья: В.Макаров |

| 8 сен | «Сокольнический» КЛ | 2:1 | КФ «Сокольники» | Москва                              |
|       |                     |     |                 | Стадион: поле СКС Судья: И.Керцелли |

| 8 сен | «Замоскворецкий» КС | 2:1 | КС «Орехово» | Москва                             |
|       |                     |     |              | Стадион: поле ЗКС Судья: С.Булычев |

| 11 сен | КС «Орехово» | +:- | «Чухлинка-Шереметьевский» КС | Орехово-Зуево                            |
|        |              |     |                              | Стадион: парк Морозовых Судья: Н.Ермаков |

| 11 сен | «Замоскворецкий» КС | 3:0 | КФ «Сокольники» | Москва                           |
|        |                     |     |                 | Стадион: поле ЗКС Судья: Э.Фиала |

| 11 сен | «Сокольнический» КЛ | 2:1 (анн) | «Новогиреево» | Москва                             |
|        |                     |           |               | Стадион: поле СКС Судья: Б.Гартман |

| 14 сен | КС «Орехово» | 6:2 | «Сокольнический» КЛ | Москва                             |
|        |              |     |                     | Стадион: поле СКС Судья: Б.Гартман |

| 14 сен | «Замоскворецкий» КС | 7:0 | «Чухлинка-Шереметьевский» КС | Москва                            |
|        |                     |     |                              | Стадион: поле ЗКС Судья: Г.Поллак |

Матч  «Новогиреево» — КФ «Сокольники» не состоялся из-за неявки назначенного лигой арбитра и был перенесен на 5 октября.
| 18 сен | «Чухлинка-Шереметьевский» КС | 1:1 | КФ «Сокольники» | Вешняки         |
|        |                              |     |                 | Судья: О.Грунди |

| 18 сен | «Новогиреево» | 5:3 | КС «Орехово» | Орехово-Зуево           |
|        |               |     |              | Стадион: парк Морозовых |

| 18 сен | «Сокольнический» КЛ | 3:2 | «Замоскворецкий» КС | Москва                           |
|        |                     |     |                     | Стадион: поле СКС Судья: Э.Фиала |

| 1 окт | «Замоскворецкий» КС | 6:5 | «Новогиреево» | Новогиреево                        |
| |                     |     | - Канунников  | Стадион: поле НСО Судья: Б.Гартман |
| «Замоскворецкий» КС: Мусатов - С.Сысоев, В.Федоров - П.Мастеров, Розенберг, М.Романов - Малюков, Шурупов, Перваков, К.Блинков, С.Романов Новогиреево: Н.Смирнов - Н.Коротков, Игнатов - А.Бухтеев, В.Леонтьев, Кондратьев - С.Архангельский, ..., С.Пономарев, Канунников, С.Чесноков |                     |     |               |                                    |

| 2 окт | «Сокольнический» КЛ | 3:2 | «Новогиреево» | Москва |

| 2 окт | «Чухлинка-Шереметьевский» КС | 4:2 | «Замоскворецкий» КС | Вешняки |

| 5 окт | КФ «Сокольники» | +:- (неявка) | «Новогиреево» | Москва                              |
|       |                 |              |               | Стадион: поле СКС Судья: М.Корсаков |

### Потуровая таблица[19]
| № тура / Команда             | 1                   | 2 | 3 | 4 | 10 | 5 | 6 | 7 | 8 | 9 | п |   |
| ---------------------------- | ------------------- | - | - | - | -- | - | - | - | - | - | - | - |
| № тура / Команда             | «Замоскворецкий» КС | 6 | 3 | 2 | 2  | 2 | 1 | 1 | 1 | 1 | 1 | 1 |
| «Сокольнический» КЛ          | 2                   | 1 | 1 | 1 | 1  | 2 | 2 | 2 | 2 | 2 | 2 |   |
| «Новогиреево»                | 5                   | 2 | 3 | 3 | 4  | 3 | 3 | 3 | 3 | 3 | 3 |   |
| КС «Орехово»                 | 4                   | 6 | 6 | 5 | 3  | 4 | 4 | 4 | 4 | 4 | 4 |   |
| КФ «Сокольники»              | 3                   | 5 | 4 | 4 | 6  | 5 | 5 | 5 | 5 | 5 | 5 |   |
| «Чухлинка-Шереметьевский» КС | 1                   | 4 | 5 | 6 | 5  | 6 | 6 | 6 | 6 | 6 | 6 |   |

### Матч «Чемпион — Сборная»
Традиционный матч был проведен 17 октября после завершения первенства; в перерыве между таймами победителям был вручен кубок.
| 17 окт | «Замоскворецкий» КС                                   | 4:2 | Москва                            | Москва                                             |
| | - Шурупов 1:1′ - К.Блинков 2:2′ 4:2′ - М.Романов 3:2′ |     | - 0:1′ Канунников - 1:2′ Воробьев | Стадион: поле ЗКС Зрителей: 2 000 Судья: С.Булычев |
| «Замоскворецкий» КС: Мусатов - С.Сысоев, Эйдж - Мастеров, Розенберг, М.Романов - Малюков, Шурупов, Перваков, К.Блинков, С.Романов Москва: Туранов - Савин, Тяпкин - Бункин, К.Андреев, М.Ратов - Перницкий, Воробьев, Цыпленков, Канунников, М.Денисов |                                                       |     |                                   |                                                    |

## Галерея

### Команды
|  |  |  |

## Низшие уровни

#### Кубок Вашке (II команды класса «А»)
Победитель — «Новогиреево» - II
2. «Сокольнический» КЛ - II 3. КФ «Сокольники» - II 4. «Замоскворецкий» КС - II 5. «Унион» - II

#### Кубок Миндера (III команды класса «А»)
Победитель — МКЛ - III
2. «Новогиреево» - III 3. КФ «Сокольники» - III 4. «Замоскворецкий» КС - III

### Кубок Мусси (класс «Б»)
Победитель — «Физическое воспитание» (в матче за право на будущий сезон выступать в классе «А» обыграл «Чухлинка-Шереметьевский» КС со счетом 3:2)
2. СК «Замоскворечье» 3. МКЛ 4. «Унион» 5. ОЛЛС

#### Турнир для II команд класса «Б»
Победитель — ОЛЛС - II
2. СК «Замоскворечье» - II 3. «Физическое воспитание» - II 4. «Чухлинка-Шереметьевский» КС - II 5. МКЛ - II

#### Турнир для III команд класса «Б»
Победитель — «Сокольнический» КЛ - III
2. ОЛЛС - III 3. СК «Замоскворечье» - III

### Категория членов соревнователей

#### Подгруппа 1
1. «Тарасовка» 2. КЛИФ 3. «Малютино»

#### Подгруппа 2
1. «Мамонтовка» 2. «Баулино» 3. «Спарта» 4. «Немчиновка»
Финал: «Тарасовка» — «Мамонтовка» — 1:0

#### II команды
«Тарасовка» - II, «Спарта» - II, КЛИФ - II